# Valea Albă
Valea Albă falu Romániában, Erdélyben, Fehér megyében. Közigazgatásilag Bucsony községhez tartozik.

## Fekvése
Bucsum-Muntár közelében fekvő település.

## Története
Valea Albă korábban Bucsum-Muntár része volt, 1956 körül vált külön 178 lakossal.
1966-ban 139, 1977-ben 139, 1992-ben 117, 2002-ben 106 román lakosa volt.